# Ruth Merino Peña
Ruth Merino Peña   (Castelló de la Plana, 1970) és una política i funcionària valenciana, consellera d'Hisenda, Economia i Administració Pública de la Generalitat Valenciana en l'XI Legislatura.

## Biografia
Llicenciada en Economia per la Universitat de València i tècnic d'hisenda de l'Estat, Merino va militar a Ciutadans-Partit de la Ciutadania des de 2015 i va resultar elegida diputada a les Corts Valencianes després de les eleccions de 2019 per la circumscripció de València. Va assumir el lideratge del grup parlamentari el març de 2019 quan l'anterior síndic Toni Cantó va dimitir com a portaveu i es va sumar al projecte del Partit Popular a la Comunitat de Madrid. Merino va haver de gestionar un grup profundament dividit que va patir la sortida de diversos diputats i diputades al grup mixt del parlament valencià.
El gener de 2023, a pocs mesos de les eleccions a Corts Valencianes, va anunciar la seua dimissió com a síndica-portaveu de Ciutadans i la seua renúncia a l'escó de diputada. Aquest fet s'emmarca en el procés de refundació del partit en el qual Merino va declarar sentir-se decepcionada amb el rumb pres per la formació. Tres setmanes després va fer pública la seua incorporació a l'equip del PP liderat per Carlos Mazón com a independent. Va ocupar la setena posició a la llista per València esdevenint reelegida diputada tot i que va renunciar en quan va ser nomenada consellera d'Hisenda, Economia i Administració Pública i portaveu del nou govern de coalició entre el PP i Vox amb Mazón de president.
Amb la reestructuració del Consell efectuada el novembre de 2024, arran de la gestió política de la Gota Freda catastròfica d'aquella tardor, Merino va deixar de ser portaveu del govern i la seua conselleria va cedir les competències d'Administració Pública a la conselleria de Justícia comandada per la nova consellera Nuria Martínez Sanchis.